# Hello Sleepwalkers
Hello Sleepwalkers (jap. ハロー・スリープウォーカーズ) – japoński zespół muzyczny.

## Członkowie
- Shuntarō (シュンタロウ) — wokalista, gitarzysta
- Narumi (ナルミ) — gitarzystka, wokalistka
- Tasoko (タソコ) — gitarzysta
- Makoto (マコト) — basista
- Yūki (ユウキ) — perkusista

## Dyskografia

### Albumy studyjne
| 2012                                           | Majiru yoru: Nemuranai wakusei (jap. マジルヨル:ネムラナイワクセイ) - Wydany: 18 stycznia 2012 - Wytwórnia: A-Sketch - Format: CD, digital download | 50 |  |
| 2014                                           | Masked Monkey Awakening - Wydany: 19 lutego 2014 - Wytwórnia: A-Sketch - Format: CD, digital download                                               | 25 |  |
| 2014                                           | Liquid Soul and Solid Blood - Wydany: 22 października 2014 - Wytwórnia: A-Sketch - Format: CD, digital download                                     | 50 |  |
| 2016                                           | Planless Perfection - Wydany: 23 marca 2016 - Wytwórnia: A-Sketch - Format: CD, digital download                                                    | 38 |  |
| 2017                                           | Shinsekai (jap. シンセカイ) - Wydany: 15 lutego 2017 - Wytwórnia: A-Sketch - Format: CD, digital download                                           | 27 |  |
| 2021                                           | Yumeyuu no Hate Yori (jap. 夢遊ノ果テヨリ) - Wydany: 8 grudnia 2021 - Wytwórnia: A-Sketch - Format: CD, digital download                            |    |  |
| "–" oznacza, że wydawnictwo nie było notowane. | |    |  |

### Single
| Rok  | Dane dot. albumu | Najwyższa pozycja | Sprzedaż |
| Rok  | Dane dot. albumu | JPN               | Sprzedaż |
| ---- | --- | ----------------- | -------- |
| 2012 | „Enban hirai” (jap. 円盤飛来) - Wydany: 6 czerwca 2012 - Wytwórnia: A-Sketch - Format: CD, digital download                  | 2                 |          |
| 2014 | „Goya no machiawase” (jap. 午夜の待ち合わせ) - Wydany: 29 stycznia 2014 - Wytwórnia: A-Sketch - Format: CD, digital download | 11                |          |